# Ihor Khudobyak
Ihor Khudobyak est un footballeur ukrainien, né le 20 février 1985 à Ivano-Frankivsk. Il évolue au poste de milieu offensif.

## Palmarès
Vierge